# Achlys
Achlys (altgriechisch Ἀχλύς Achlýs, deutsch ‚Dunkelheit‘) ist in der griechischen Mythologie die Personifikation der nächtlichen Dunkelheit und der tiefen Trauer.
Achlys erscheint bei Homer noch als ein unpersönlicher Zustand in Form eines Todesnebels. Dieser ergoss sich über die Augen der im Sterben liegenden bzw. stark verwundeten Menschen. Bei Hesiods Aspis wird sie hingegen als Personifikation geschildert, die mit den Keren und den Moiren bei einem im Kampf Getöteten steht:
πὰρ δ᾽ Ἀχλὺς εἱστήκει ἐπισμυγερή τε καὶ αἰνή,

χλωρὴ ἀυσταλέη λιμῶι καταπεπτηυῖα,

γουνοπαχής, μακροὶ δ᾽ ὄνυχες χείρεσσιν ὑπῆσαν·

τῆς ἐκ μὲν ῥινῶν μύξαι ῥέον, ἐκ δὲ παρειῶν

αἷμ᾽ ἀπελείβετ᾽ ἔραζ᾽· ἣ δ᾽ ἄπλητον σεσαρυῖα

δάκρυσι μυδαλέη.
Auch die Düstre des Todes begleitete traurig und furchtbar,

Bleichgelb ganz, und verdorrt, und matt einsinkend vor Hunger;

Schwellendes Knies, an den Händen die lang vorragenden Nägel:

Scheuslich floß ihr die Nase von Wust, und die Wangen herunter

Tröpfelte Blut auf die Erd’; und unnahbar grinzend im Antliz,

Stand sie, da häufiger Staub ihr rings umhüllte die Schultern,

Thränenbenezt.
In der Orphischen Argonautika ist sie eine Dienerin der Nyx, die deren Gespann führt. Der Mythograph Hyginus stellt Achlys in seiner römischen Entsprechung Caligo an den Anfang der Weltentstehung. Aus Caligo entspringt das Chaos, das in der Theogonie des Hesiod und damit im geläufigsten Weltentstehungsmythos der griechischen Mythologie als Ursprung der Welt und der Götter gilt. Ein Bezug als Göttin der Gifte wird bei Nonnos’ Dionysiaka hergestellt. Dort leiht sich Hera todbringende Pflanzen von Achlys aus und verteilt daraus hergestellte Gifte bzw. magische Salben, über die Köpfe von Dionysos’ Wärtern.